# エレーナ・クスタロワ
エレーナ・ウラジーミロヴナ・クスタロワ (ロシア語: Еле́на Влади́мировна Кустаро́ва、1976年7月26日 -) は、ロシア出身の元女性フィギュアスケート（アイスダンス）選手で、現在はフィギュアスケートコーチ。1990年世界ジュニアフィギュアスケート選手権銀メダリスト。1991年世界ジュニアフィギュアスケート選手権銅メダリスト。元パートナーはセルゲイ・ロマシュキン、オレグ・オフシアンニコフなど。元コーチは母親でもあるスヴェトラーナ・アレクセーエワ。

## 経歴
セルゲイ・ロマシュキンとカップルを結成し、1990年世界ジュニアフィギュアスケート選手権で2位、1991年同大会で3位に入るも、1990-91シーズンを最後に解散。

1991-92シーズンからオレグ・オフシアンニコフとカップルを結成し、1993年ロシアフィギュアスケート選手権で2位、1994年に3位。いくつかの国際大会でもメダルを獲得するが、1993–94シーズンを最後に解散。因みに、オフシアンニコフはこの後アンジェリカ・クリロワと組み、長野オリンピックで銀メダルを獲得することとなる。

1994-95シーズンからはヴァズゲン・アズロヤンとカップルを結成。再びロシアフィギュアスケート選手権で2位に入り、ヨーロッパフィギュアスケート選手権に初出場を果たすが17位に終わった。このシーズンを最後に競技から引退。

現在は母親のスヴェトラーナ・アレクセーエワ、Olga Riabininaと共にコーチ、振付師として活動している。主な教え子にヴィクトリヤ・シニツィナ&ルスラン・ジガンシン、アンナ・ヤノフスカヤ&セルゲイ・モズゴフなど、元教え子にエレーナ・ロマノフスカヤ&アレクサンドル・グラチェフ、エカテリーナ・ボブロワ&ドミトリー・ソロビエフ、クセニヤ・モンコ&キリル・ハリャヴィンなどがいる。

## 主な戦績
1989-90から1990-91までセルゲイ・ロマシュキンとのカップル

1991-92から1993-94までオレグ・オフシアンニコフとのカップル

1994-95からヴァズゲン・アズロヤンとのカップル

| 大会/年       | 89-90 | 90-91 | 91-92 | 92-93 | 93-94 | 94-95 |
| ------------- | ----- | ----- | ----- | ----- | ----- | ----- |
| 世界Jr.選手権 | 2     | 3     |       |       |       |       |
| 欧州選手権    |       |       |       |       |       | 17    |
| ロシア選手権  |       |       | 4     | 2     | 3     | 2     |
| ラリック杯    |       |       |       | 3     |       |       |
| ボフロスト杯  |       |       |       |       | 3     |       |